# ComedyStar
ComedyStar a fost un post de televiziune din România care difuzează comedii și care și-a început emisia la data de 19 decembrie 2008, la ora 18:00.
Este deținut de compania media Realitatea-Cațavencu și a fost lansat simultan cu CineStar, care difuzează succese de casă ale cinematografiei mondiale, precum și filme premiate la festivaluri, și ActionStar, care difuzează filme de acțiune.
Pe 18 ianuarie 2012 ComedyStar, alături de CineStar și ActionStar și-au încetat emisiile.